# Melanoptilon veliterna
Melanoptilon veliterna är en fjärilsart som beskrevs av Druce 1885. Melanoptilon veliterna ingår i släktet Melanoptilon och familjen mätare. Inga underarter finns listade i Catalogue of Life.